# كنغر ذو الفرو
الكنغر ذو (الفرو الشبيه بالظباء) أحد أنواع فصيلة الكنغريات ويسمى أيضا الكنغر الأنتيلوباني، ينتشر في شمال أستراليا من منطقة كيمبرلي في غرب أستراليا وحتى خليج كاربنتاريا وشبه جزيرة كيب يورك في الشرق. يعيش هذه الكنغر في غابات السافانا في المناطق المدارية الجافة والرطبة. ويمكن العثور عليه أيضا في المناطق المنخفضة والأودية وفي السهول القريبة من مجاري الأنهار خصوصا في المناطق الرطبة ذات الكثير من العشب الأخضر القصير.

## الوصف
هذ النوع من الكنغر يحب العيش في جماعات، على الرغم من أن الذكور الكبيرة في السن تتحرك في الغالب بشكل فردي. غالبًا ما تُرى مجموعات من البالغين من كلا الجنسين معًا، ويعتني كل من الذكور والإناث ببعضهم البعض. بمجرد ولادة صغار الكنغر وانتقالهم إلى جيوب أمهاتهم، تنفصل المجموعة عن بعضها البعض ويشكل الذكور مع بعضهم مجموعة صغيرة، بينما تشكل الإناث وصغار الكنغر مجموعات كبيرة. في المراعي والسهول، يتحرك الكنغر الأنتيلوباني بشكل فردي وفي مجموعات ويعودون في النهاية كمجموعة مع بعضهم البعض.

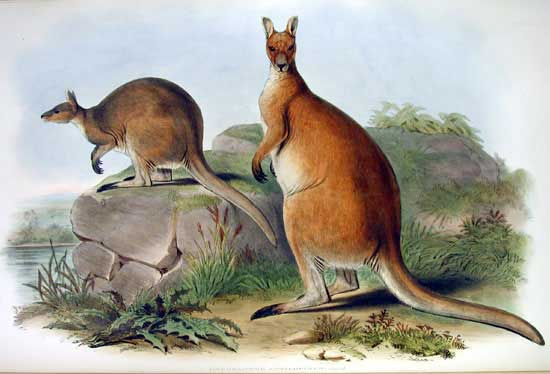
الكنغر الأنتيلوباني

خلال النهار يفضل هذا الكنغر البقاء في الظل ليتجنب حرارة الشمس العالية، وتحب هذا الحيوانات رعي الأعشاب عند الغسق ، وفي النهار تعود المجموعة إلى مناطق الأشجار . في المواسم الرطبة الباردة يمكن أن تشاهد هذه الحيوانات ترعى الأعشاب في النهار.
الكنغر الأنتيلوباني هو من أصناف الكنغر الكبيرة الحجم، يتشارك في صفاته مع العديد من الأنواع الأخرى من نفس الجنس، ولكنه يختلف بأن لديه أطراف أطول وأنحف شبيهه بالأجناس الأكبر، له فراء قصير باهت اللون في منطقة البطن يتدرج إلى لون غامق محمر في أجزاء الجسم العلوية. الإناث أقل وزنا ولها ألوان شبيهه بالذكور مع فرو رمادي في الرأس والكتفين، هناك رقعة أو شريط من فرو شاحب اللون في الجزء السفلي من الرأس، الذيل كثيف الفراء وله عرض ثابت والجلد الغير مغطى بالشعر لونه أسود.